# Karel Hladík
Karel Hladík (27. června 1912 Králova Lhota u Josefova – 27. dubna 1967 Praha) byl český sochař a vysokoškolský pedagog – profesor Akademie výtvarných umění v Praze.

## Život
Začínal jako kameník, poté začal studovat sochařství nejprve soukromě v Hradci Králové, poté na Uměleckoprůmyslové škole v Praze u Jana Laudy. Od roku 1945 studoval na Akademii výtvarných umění v Praze u Karla Pokorného, u něhož po absolutoriu posléze působil i jako jeho odborný asistent i nakonec i jeho nástupce.

## Dílo

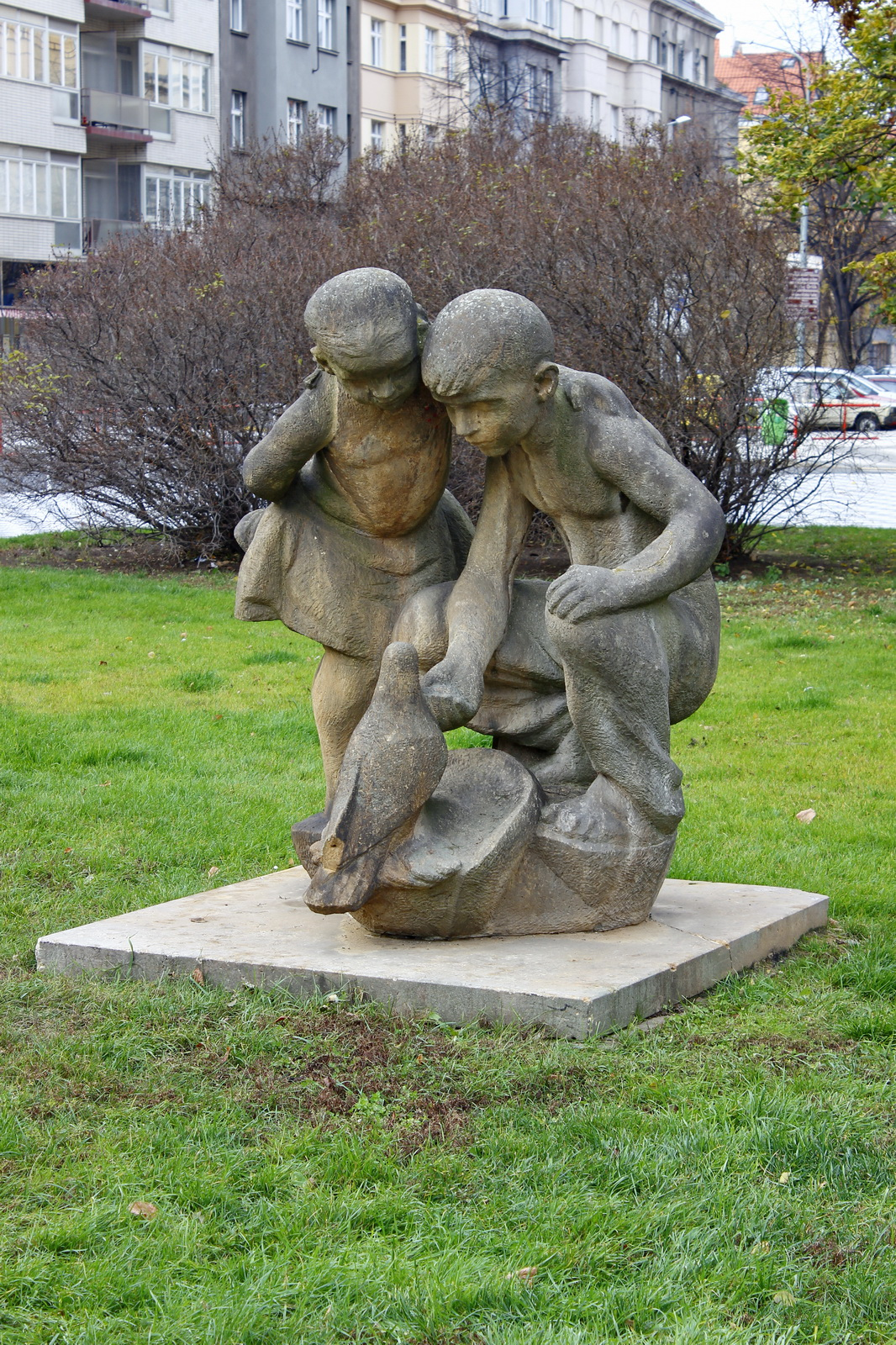
Socha Mír, Praha 6-Bubeneč, Náměstí Svobody

Jeho dílo je zastoupeno ve sbírkách Národní galerie v Praze, známá byla i jeho pamětní deska Franze Kafky. Proslul i řadou figurálních postav tematicky čerpajících z díla Aloise Jiráska. Byl i výborným portrétistou, vytvořil podobizny řady umělců, například herce Jaroslava Průchy, dirigenta Václava Talicha, malíře Karla Součka, herce Zdeňka Štěpánka nebo malíře Miloslava Holého.

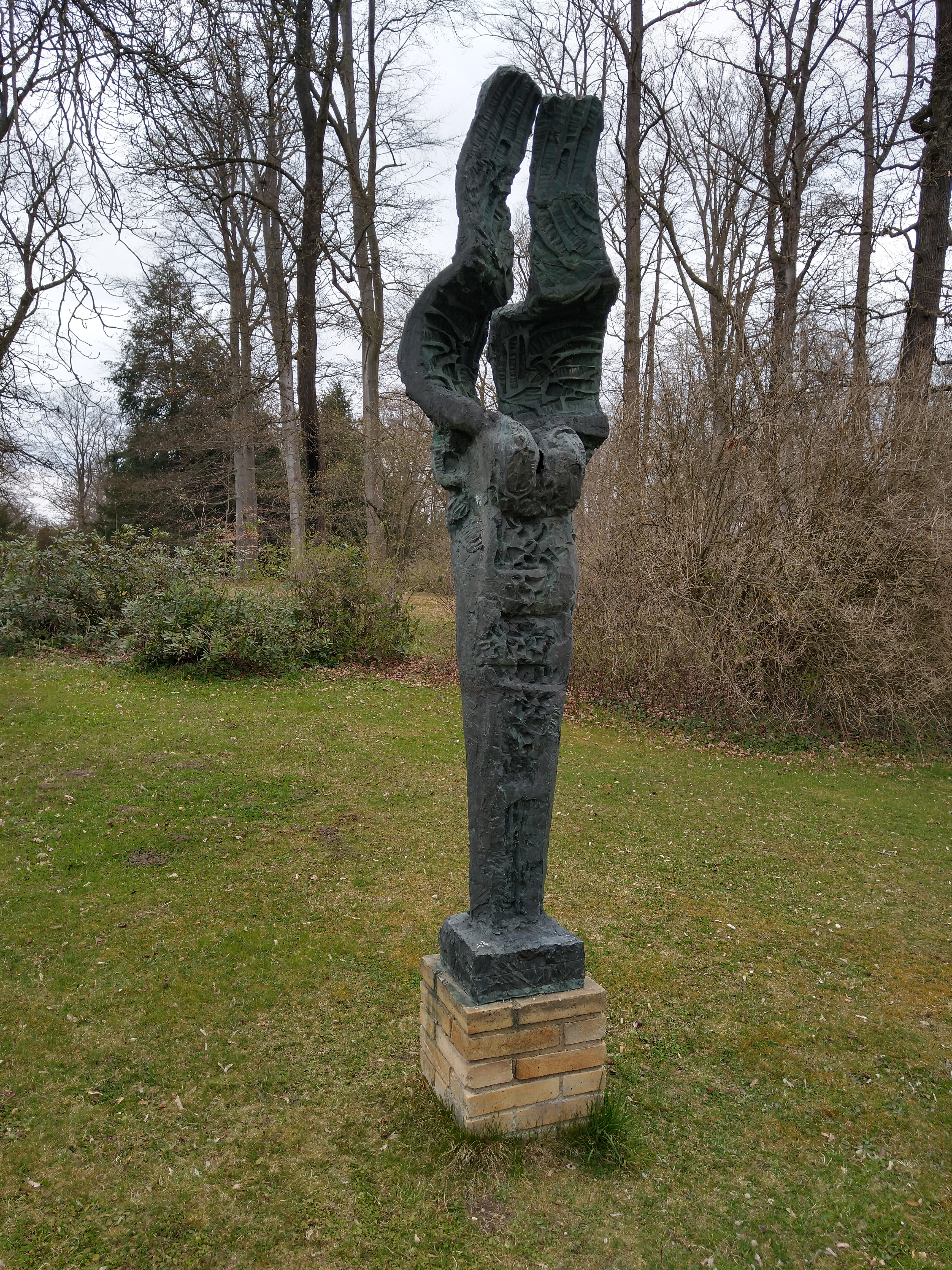
Vítězství, socha umístěná od roku 2025 na krajském úřadě v Českých Budějovicích

V posledním období své tvorby se věnoval i volné plastice.
Je pohřben na Vyšehradském hřbitově. Vedle stély na svém hrobě, nazvané Katedrála, je na Vyšehradském hřbitově autorem i portrétní busty Jaroslava Průchy.

## Významní žáci
- Michael Bílek, Magdalena Jetelová, Ellen Jilemnická, Bohumil Zemánek, Jan Wagner, Josef Nálepa a Jaroslav Hladký

### Biografická publikace
- Věra Hladíková: Můj manžel sochař Karel Hladík, Kosmas 2003